# Савиано
Савиа̀но (на италиански: Saviano) е град и община в Южна Италия, провинция Неапол, регион Кампания. Разположен е на 35 m надморска височина. Населението на общината е 15 488 души (към 2011 г.).